# Liu Weijia
Liu Weijia (chinesisch 刘维佳, Pinyin Liú Wéijiā; * 7. September 1974 in Yichang, Provinz Hubei, Volksrepublik China) ist ein chinesischer Schriftsteller.

## Leben
Liu Weijia arbeitete vor seiner Karriere als Schriftsteller für die Yichang Transportation Group und wurde später Literaturredakteur für die Zeitschrift Science Fiction World im Jahr 2000.

## Bibliographie (Auswahl)
- 我要活下去 (Roman), wǒ yào huó xiàqù [„Ich will leben“], veröffentlicht im Jahr 1996, zweiter Platz beim Galaxy Award 1996.[3]
- 高塔下的小镇, gāo tǎxià de xiǎo zhèn [„Stadt unter dem Turm“], zweiter Platz beim Galaxy Award 1998.[3]
- 来看天堂, lái kàn tiāntáng [„Kommen Sie und sehen den Himmel“], Leserpreis beim Galaxy Award 2001.[3]
- Mission: Rettung der Menschheit, Originaltitel 使命: 拯救人类 (Pinyin shǐmìng: zhěngjiù rénlèi), veröffentlicht in Science Fiction World im März 2020, auf Deutsch erschienen in der Anthologie Quantenträume, ISBN 978-3-453-31904-2.